# Stanisław Łączyński
Stanisław Łączyński – poseł do Sejmu Krajowego Galicji VI kadencji (1889–1895), właściciel dóbr Batiatycze koło Kamionki.
Wybrany do Sejmu Krajowego z I kurii obwodu Żółkiew, z okręgu wyborczego Żółkiew.